# Fernando Guillén Cuervo

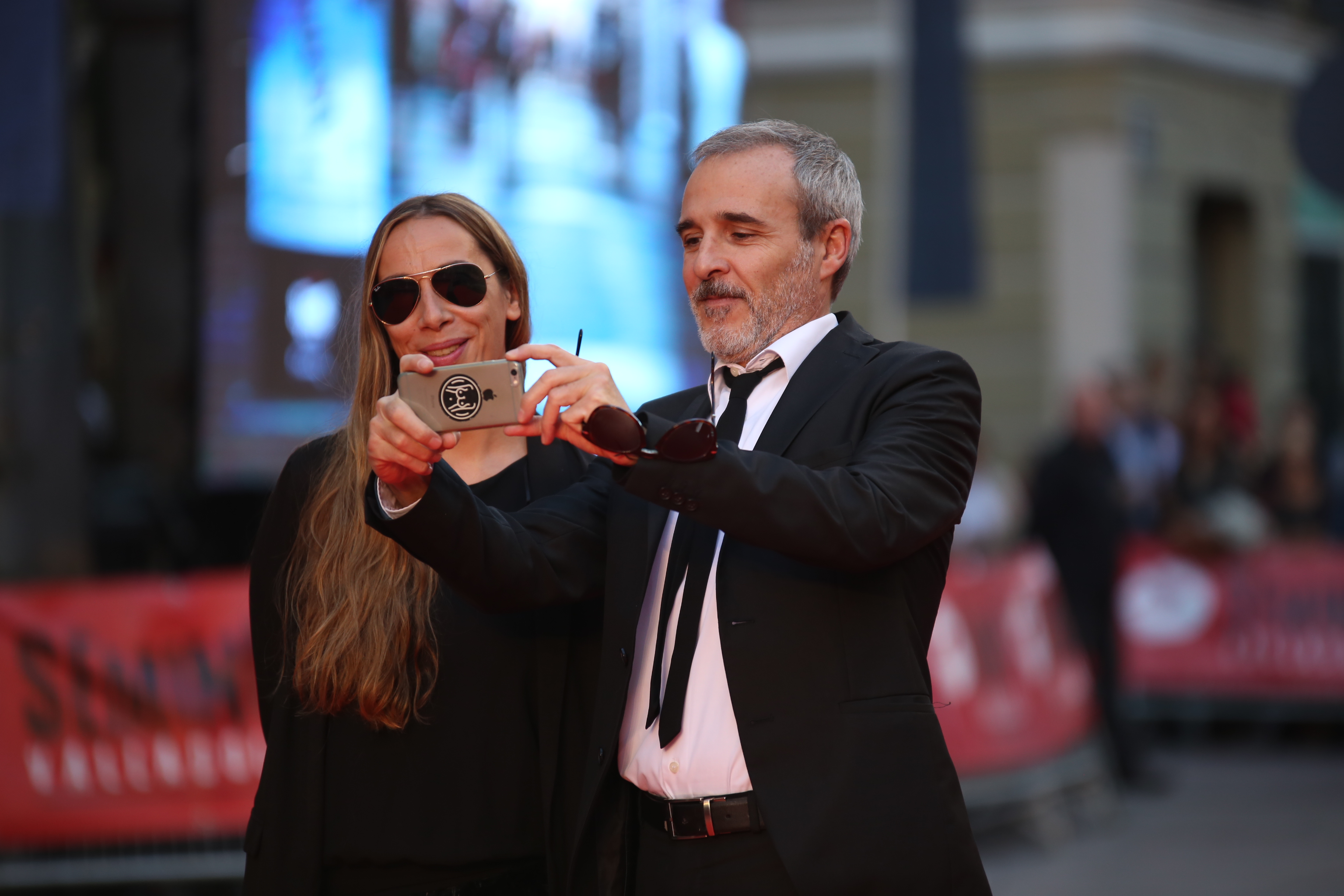
Fernando Guillén Cuervo

Fernando Guillén Cuervo (* 11. März 1963 in Barcelona) ist ein spanischer Schauspieler. 
Schon bei den Vorfahren und auch bei den Geschwistern Guilléns gibt es Schauspieler; als populärstes Beispiel ist sein Vater Fernando Guillén zu nennen, der bis in sein hohes Alter als Schauspieler aktiv war. Seine Mutter war die Schauspielerin Gemma Cuervo. Er begann als Regieassistent am Theater Bellas Artes in Madrid und begann so als Schauspieler sowohl auf der Bühne als auch in Kino und Fernsehen. Seine erste größere Rolle hatte er als Han in der Miniserie Das große Geheimnis. Während er im spanischen Kino durch Hauptrollen wie als Daniel in Bulgarian Lovers (2002) von Eloy de la Iglesia bekannt ist, hatte er international eine Nebenrolle als Polizeichef Carlos im James-Bond-Film Ein Quantum Trost (2008).

## Filmographie (Auswahl)
- 1982: Pestañas postizas
- 1984: Del honor de Leonora
- 1984: Memorias del general Escobar
- 1985: Crimen en familia
- 1985: Nosotros en particular
- 1986: Oficia de muchachos
- 1987: Adela
- 1987: La senyora
- 1987: Das Gesetz der Begierde
- 1989: Das große Geheimnis (Mini-Serie)
- 1989: El mar y el tiempo
- 1990: Doblones de a ocho
- 1992: 1492 – Die Eroberung des Paradieses (1492: Conquest of Paradise)
- 1992: Burlanga
- 1994: Alsasua 1936
- 1996: Corsarios del chip
- 1999: Móvil inmortal
- 2002: Todo menos la chica
- 2002: Nowhere
- 2002: Bulgarian Lovers (Los novios búlgaros)
- 2004: Tú quieres, tú pagas
- 2006: Das Ende der Götter (L’inchiesta)
- 2008: Sangre de mayo
- 2008: James Bond 007: Ein Quantum Trost